# André Pichot
André Pichot (1950) è un filosofo e storico della scienza francese, noto per i suoi contributi nei campi dell'epistemologia, della storia della scienza e per i suoi scritti critici sul darwinismo e in modo particolare sul neodarwinismo e l'influenza che questi, in base alle sue ricerche personali, hanno avuto sulle ideologie dell'eugenetica e del razzismo, in quanto, secondo la sua tesi, a partire dal 1859 il darwinismo ha fornito un appoggio a queste ideologie che, basandosi sulle ipotesi darwiniste, spiegavano che l'aumento delle persone malate, non era piuttosto dovuto alla crescita della popolazione, ma ad un degrado biologico causato dalla soppressione della selezione naturale nella società umana e ponendo come soluzione di reintrodurre la selezione naturale, mediante la soppressione o la sterilizzazione, piuttosto che la cura, degli individui malati.

## Pubblicazioni

### Opere
- Éléments pour une théorie de la biologie, éd. Maloine, 1980.
- La nascita della scienza. Mesopotamia, Egitto, Grecia antica (La Naissance de la science. Mésopotamie, Égypte, Grèce présocratique), edizioni Dedalo, 1993.
- Petite Phénoménologie de la connaissance, éd. Aubier, 1991.
- Histoire de la notion de vie, éd. Gallimard, coll. TEL, 1993.
- L'Eugénisme, ou les généticiens saisis par la philanthropie, éd. Hatier, coll. Optiques, 1995.
- Histoire de la notion de gène, éd. Flammarion, coll. Champs, 1999.
- La Société pure : de Darwin à Hitler, éd. Flammarion, 2000 (coll. Champ, 2001).
- Aux origines des théories raciales, de la Bible à Darwin, éd. Flammarion, 2008.
- Expliquer la vie, de l'âme à la molécule, éd. Quae, 2011.

- Présentation ( pp. 7-49 ), notes ( pp. 655-692 ), Bibliographie et Vie de Lamarck in Lamarck, Philosophie zoologique, Paris, GF-Flammarion, 1994.